# Академік (Свиштов)
«Академік» (болг. ОФК Академик) — болгарська футбольна команда із міста Свиштов, яка бере участь у Північно-західній групі Третьої аматорської футбольної ліги. Команда проводить свої домашні матчі на стадіоні «Академік» місткістю 13 500 місць. Кольори клубу — синій і білий.
Клуб був заснований у 1949 році. Більшу частину своєї історії він брав участь у Групі Б, другому дивізіоні країни, де провів загалом 41 сезон. У Групі А, найвищому дивізіоні країни, «Академік» відіграв 4 сезони. Найкращий результат був досягнутий у сезоні 1985/86, в якому клуб посів 11-е місце. У національному кубку найуспішніший виступ «Академіка» відбувся у сезоні 1977/1978, коли він вийшов у півфінал.

## Історія
Клуб був заснований 10 листопада 1949 року в Академії економіки Д. А. Ценова. Тоді на загальних зборах було створено Добровільну спортивну організацію студентів у Свиштові, яка взяла назву «Академік». Першим президентом був обраний професор Стефан Станев, який через кілька місяців переміг на виборах ректора університету. У той час у місті були інші спортивні товариства, такі як «Локомотив», «Червено знаме», «Торпедо» та «Урожай». У 1957 році після скасування у країні ДСО відбувається об'єднання спортивних клубів, і у Свиштові всі вони об'єднані під основою «Академіка».
У сезоні 1975/76 «Академік» посів 1-ше місце у Північній групі Б під керівництвом тренера Желязко Панева і вперше у своїй історії завоював право на участь у Групі А. Для дебютного сезону в еліті тренерський пост був доручений легенді ЦСКА Івану Колеву. У сезоні 1976/77 «Академік» зумів зберегти прописку в Групі А, посівши 13-те місце в остаточному заліку. Для наступного сезону команда була зміцнена відомими гравцями, такими як бомбардир «Берое» Петко Петков та півзахисник «Локомотива» (Пловдив) Николай Курбанов, але клуб фінішував останнім і вилетів до Групи Б. Втім у тому ж сезоні 1977/1978 «Академік» здобув свої найкращі результати в кубку Болгарії, вибивши по ходу турніру «Янтру» (Габрово), «Димитровград», «Бенсковсі» (Ісперих) та «Славію» (Софія), перш ніж вилетів від «Марека» (Дупниця) на стадії півфіналу.
Протягом наступних шести сезонів «Академік» був у топ-6 Північної групи Б, фінішуючи один раз на 2-му місці, по два рази на 3-му та 5-му місці та один раз на 6-му місці. Після цього у сезоні 1984/1985 команда зі Свіштова фінішувала на 1-му місці, вже в об'єднаній Групі Б і вдруге за всю історію вийшла в Групу А. Місце в еліті команда завоювала під керівництвом тренера Янко Гелова. Сезон 1985/86 «Академік» закінчив на 11-му місці в елітній першості, тим самим встановивши найкращий результат у своїй історії. У 1986 році колишня легенда «Берое» Петко Петков був призначений тренером «Академіка», однак у сезоні 1986/1987 команда посіла передостаннє 15-те місце і вилетіла в другий дивізіон, де надовго затрималась.
У 2005 році «Академік» вилетів до Групи В, третього дивізіону країни, втретє за всю історію. У наступні 8 років вони провели найдовший період поза професіональним футболом. Лише у сезоні 2012/2013 років «Академік» посів 1 місце у Північно-західній групі В і повернувся в професіональну Групу Б. Утім, там у першому ж сезоні команда стала 14-ю і знову вилетіла до Третьої аматорської ліги.

## Стадіон
Стадіон «Академік» — багатофункціональний стадіон у Свиштові В даний час використовується в основному для футбольних матчів клубів «Академік» (Свиштов) та «Атлетік». Стадіон має місткість 13 500 місць. Востаннє реконструювався у 2013 році

## Найкращі результати
- 11 місце в Групі А: 1985/86
- Загалом 4 участі у Групі А: 1976/77; 1977/78; 1985/86; 1986/87 — в цілому 120 ігор, 36 перемог, 26 нічиїх, 58 поразок, різниця голів 136:195
- Півфіналіст Кубка Радянської Армії: 1977/78
- Перше місце Північно-західної групи Б: 2012/13

## Статистика виступів у Групі А
| Сезон   | М  | І  | В  | Н | П  | ГЗ | ГП | О  | Примітка |
| ------- | -- | -- | -- | - | -- | -- | -- | -- | -------- |
| 1976/77 | 13 | 30 | 9  | 8 | 13 | 32 | 45 | 26 |          |
| 1977/78 | 16 | 30 | 9  | 6 | 15 | 36 | 45 | 24 | Виліт    |
| 1985/86 | 11 | 30 | 11 | 4 | 15 | 39 | 54 | 26 |          |
| 1986/87 | 15 | 30 | 7  | 8 | 15 | 29 | 51 | 21 | Виліт    |